# Hieracium gronovii
Hieracium gronovii ist eine Pflanzenart aus der Gattung der Habichtskräuter (Hieracium) innerhalb der Familie der Korbblütler (Asteraceae). Sie kommt vom westlichen Nordamerika über Mexiko bis nach Zentralamerika vor.

## Beschreibung

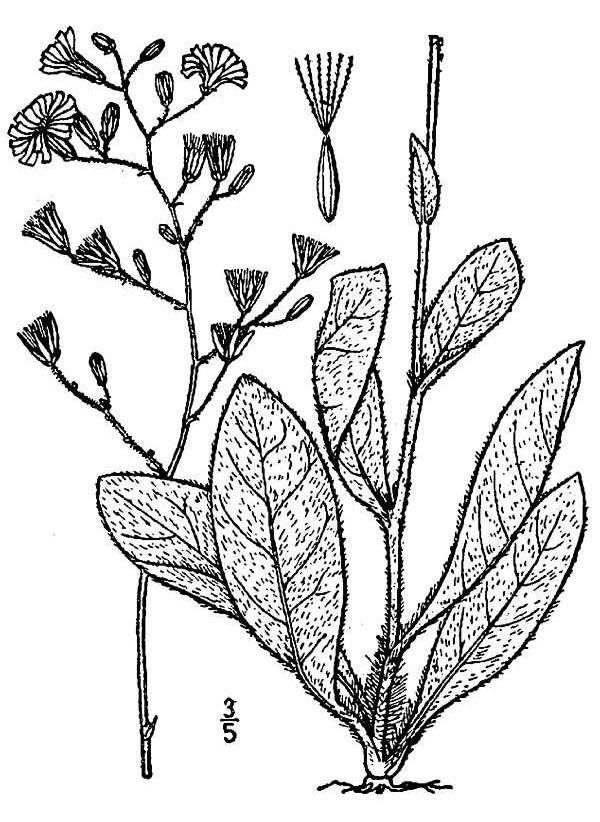
Illustration von Hieracium gronovii

### Vegetative Merkmale
Hieracium gronovii ist eine krautige Pflanze, die Wuchshöhen von 30 bis 80 Zentimetern erreicht. Die aufrechten Stängel sind meist mit feinen und rauen, seltener auch mit sternartigen 0,2 bis 0,4 Zentimeter langen Haaren besetzt und haben meist eine sternartig behaarte Basis.
An der Stängelbasis befinden sich keine oder bis zu zwei, gelegentlich auch mehr grundständige Laubblätter, während sich am Stängel drei bis zwölf oder auch mehr Laubblätter befinden. Die Blattspreite ist bei einer Länge von 2 bis 9 Zentimetern sowie einer Breite von 1 bis 5 Zentimetern elliptisch über verkehrt-eiförmig bis verkehrt-lanzettlich mit keilförmiger oder abgerundeter, manchmal auch mehr oder weniger den Stängel umfassende Spreitenbasis und abgerundeter oder spitz zulaufender Spreitenspitze. Die Spreitenränder sind ganzrandig. Sowohl die Blattunterseite als auch die Blattoberseite sind mit 0,2 bis 0,4 Zentimeter langen, feinen und rauen Haaren besetzt. Auf der Unterseite findet man zudem auch Sternhaare.

### Generative Merkmale
Die Blütezeit erstreckt sich von März bis in den Oktober hinein. Der thyrsusartige Gesamtblütenstand enthält meist 5 bis 50 körbchenförmige Teilblütenstände. Der Blütenstandsschaft ist sowohl mit drüsigen als auch mit sternartigen Haaren besetzt. Das bei einem Durchmesser von 0,7 bis 1 Zentimetern zylindrische bis glockenförmige Involucrum enthält 12 bis 15, gelegentlich auch mehr an der Unterseite kahle oder sternartig, seltener auch drüsig behaarte Hüllblätter mit abgerundeten, spitzen zulaufenden oder zugespitzten Spitzen. Die Blütenkörbchen enthalten 12 bis 20 oder auch mehr Zungenblüten. Die gelben Zungenblüten sind 0,8 bis 0,9 Zentimeter lang.
Die Achänen sind bei einer Länge von 0,35 bis 0,45 Zentimetern krugförmig. Der Pappus besteht aus 40 oder mehr strohfarbenen Borstenhaaren, welche rund 0,5 Zentimeter lang sind.
Die Chromosomenzahl beträgt 2n = 18.

## Vorkommen
Das natürliche Verbreitungsgebiet von Hieracium gronovii erstreckt sich vom westlichen Kanada und den westlichen Teil der USA über Mexiko bis nach Zentralamerika.
Hieracium gronovii gedeiht in Höhenlagen von 30 bis 600 Metern wo sie auf Lichtungen in Kiefernwäldern und Kiefer-Eichen-Wäldern, in Sümpfen sowie auf sandigen Flächen wächst.

## Taxonomie
Die Erstbeschreibung als Hieracium gronovii erfolgte 1753 durch Carl von Linné in Species Plantarum, Band 2, Seite 802. Synonyme für Hieracium gronovii L. sind Hieracium hondurense S.F.Blake, Hieracium minarum Standl. & Steyerm. und Hieracium panamense S.F.Blake.